# Mycetia brevisepala
Mycetia brevisepala är en måreväxtart som beskrevs av Hsien Shui Lo. Mycetia brevisepala ingår i släktet Mycetia och familjen måreväxter. Inga underarter finns listade i Catalogue of Life.